# 卢卡城墙
卢卡城墙（Mura di Lucca）是意大利重要的抵御火炮的要塞体系，1504年和1645年之间修建于托斯卡纳城市卢卡。

## 历史
在1589年，军事指挥官亚历山大·法尔内塞进行改建，加筑12处幕墙和11个棱堡，只开辟三个城门：圣彼得门（Porta San Pietro）、圣玛利亚门（Porta Santa Maria）和圣多纳托门（Porta San Donato）。东侧（佛罗伦萨方向）没有开设城门，以防备托斯卡纳大公国的领土扩张。 
1805年塞尔奇奥河的灾难性洪水是卢卡城墙面临的唯一一次考验。
拿破仑统治期间，皇帝的妹妹埃莉萨·波拿巴，在东侧通往佛罗伦萨的方向，新开了埃莉萨门。
在19世纪，城墙上的走道（passeggiata delle Mura）向公众开放，目前这是主要城市环路。
圣安娜门（Porta Sant'Anna）开辟于1910年，卢卡人称之为“圣安娜洞”（Buco di Sant'Anna），以区别于古代的城门，1940年开辟的圣雅各门（Porta san Jacopo）也是如此。 
城墙外侧，一条长4公里的外环道路分开了新居民区和古城区。